# حروب البوير
حربا البوير، (بالإنجليزية: Boer Wars)‏، هما حربين قامتا بين بريطانيا، وجمهورتي البوير المستقلتين, الولاية البرتقالية الحرة، وجمهورية جنوب أفريقيا.

## حرب البوير الأولى

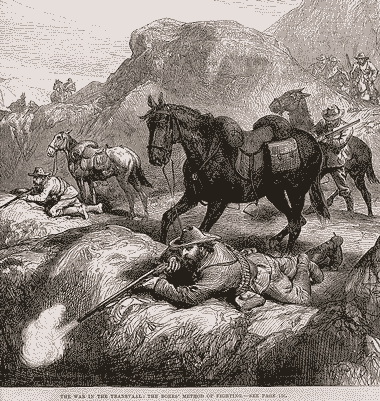
الحرب في الترانسفال، طريقة البوير في القتال(1881)

حرب البوير الأولى (1880-1881) كانت صراع طفيف نسبياً نجح فيه المستوطنون البور في الثورة على الحكم البريطاني في ترانسفال, و أعادوا استقلالهم المفقود منذ احتلال بريطانيا للمنطقة في 1877.

## حرب الأنجلو-بور الثانية
الحرب الثانية (1899-1902) كانت على نقيض الأولى، حرب طويلة، وقد ضمت أعداداً كبيرة من القوات من العديد من الممتلكات البريطانية، وقد انتهت بتحويل جمهوريتا البور إلى مستعمرات بريطانية (مع وعد بحكم ذاتي محدود). شكلت تلك المستوطنات لاحقاً جزء من اتحاد جنوب أفريقيا. استمرت الحرب لمدة ثلاث سنوات، واتسمت بالدموية الشديدة.